# Романенко, Михаил Иванович
Михаи́л Ива́нович Романе́нко (6 июля 1909, Мариуполь — 1992) — советский боксёрский тренер, преподаватель, теоретик бокса. Заведующий кафедрой борьбы и бокса Киевского государственного института физической культуры, доцент, кандидат педагогических наук. Тренер сборных команд Украинской ССР и СССР, личный тренер таких титулованных советских боксёров как Анатолий Грейнер и Лев Сегалович. Судья международной категории АИБА (1953).

## Биография
Родился 6 июля 1909 года в городе Мариуполе.
Окончил Киевский государственный институт физической культуры и остался работать здесь преподавателем, в частности более 29 лет занимал должность заведующего кафедрой борьбы и бокса. Доцент, кандидат педагогических наук.
Одновременно с преподавательской деятельностью также в течение многих лет работал тренером по боксу, являлся старшим тренером сборной команды Украинской ССР, главный тренер национальной сборной Советского Союза в 1951—1953 годах — готовил советских боксёров к чемпионатам Европы 1953 и 1955 годов, летним Олимпийским играм 1952 года. Как тренер воспитал плеяду титулованных боксёров, добившихся успеха на международной арене, в том числе четырнадцать мастеров спорта и двоих заслуженных мастеров спорта. В числе наиболее известных его учеников семикратный чемпион СССР, чемпион Олимпиады «Тул» в Хельсинки, победитель Всеславянских соревнований в Праге Анатолий Грейнер; шестикратный чемпион СССР, победитель международных турниров, заслуженный мастер спорта и заслуженный тренер Лев Сегалович. Его подопечным был шестикратный чемпион Украинской ССР, серебряный призёр чемпионата СССР, мастер спорта и заслуженный тренер УССР Исаак Заславский. За выдающиеся достижения на тренерском поприще удостоен почётного звания «Заслуженный тренер Украинской ССР».
Кроме спортсменов готовил также специалистов в области бокса, многие его студенты впоследствии защитили кандидатские диссертации и сами стали преподавателями. Автор множества методических и научных работ спортивной тематики, в том числе 14 работ посвящены боксу. В 1978 году издан учебник для институтов физической культуры «Бокс» авторства М. И. Романенко.
Неоднократно принимал участие в соревнованиях по боксу в качестве судьи. Судья всесоюзной категории (1935). Судья международной категории АИБА (1953).
Умер в 1992 году.